# Capnia scobina
Capnia scobina är en bäcksländeart som beskrevs av Jewett 1966. Capnia scobina ingår i släktet Capnia och familjen småbäcksländor. Inga underarter finns listade i Catalogue of Life.